# Jacques Grand'Maison
Pour les articles homonymes, voir Grand'Maison.
Mgr Jacques Grand'Maison (Saint-Jérôme : 18 décembre 1931 - 5 novembre 2016), est un écrivain, sociologue, théologien et prêtre canadien, Prélat d’honneur et chanoine titulaire.

## Biographie
Natif de Saint-Jérôme, il étudie la sociologie à l'Université pontificale grégorienne du Vatican, où il reçoit sa licence en 1962. Il obtient son doctorat en théologie à l'Université de Montréal en 1969. Il se destine ensuite à l'enseignement à la Faculté de Théologie de l'Université de Montréal (renommé en 2017 l'Institut d'études religieuses de la Faculté des arts et des sciences de l'Université de Montréal) de 1965 à 1998. Grand'maison est aussi un prêtre catholique considéré comme étant l'un des intellectuels québécois les plus prolifiques de sa génération.
Pendant cinquante ans, en marge de son activité d'enseignement, il publie plusieurs ouvrages sur des thèmes de société, notamment l'éducation et la place de la religion dans le Québec moderne post-Révolution tranquille. À cela s'ajoute plusieurs innovations sociales et pastorales ainsi que des publications majeures intégrant ses propres expériences.
Il a également été conseiller pour l'Assemblée des évêques du Québec.

## La Chaire Jacques Grand'Maison
La création de la Chaire Jacques Grand'Maison de l'Institut de d'études religieuses de l'Université de Montréal permettra aux divers milieux sociaux, culturels et religieux de bénéficier:
-D'analyses sur les divers aspects de la sécularisation et de ses impacts sur l'expérience éthique et spirituelle.
-D'études approfondies sur l'état du christianisme au Québec.
-D'une expertise de pointe en matière d'intervention et d'accompagnement religieux et spirituel en contextes variés.

## Œuvres

### Essais
- Le Sacré dans la consécration du monde (1965)
- Crise de prophétisme (1965)
- La Paroisse en concile (1966)
- L'Église en dehors de l'église (1966)
- Le Monde et le Sacré (1966)
- Vers un nouveau pouvoir (1969)
- Nationalisme et Religion (1970)
- 'Stratégies sociales et nouvelles idéologies (1970)
- Nouveaux modèles sociaux et développement (1972)
- La Seconde Évangélisation (1973)
- Le Privé et le Public (1974)
- Symboliques d'hier et d'aujourd'hui (1974)
- Des milieux de travail à réinventer (1975)
- Une tentative d'autogestion (1975)
- Pour une pédagogie sociale d'autodéveloppement en éducation (1976)
- Au mitan de la vie (1976)
- Une société en quête d'éthique (1977)
- Une philosophie de la vie (1977)
- L'École enfirouapée (1978)
- Quel homme ? (1978)
- Quelle société ? (1978)
- Éthique et théologie morale au Québec (1978)
- La Nouvelle Classe et l'avenir du Québec (1979)
- Une foi ensouchée dans ce pays (1979)
- Au seuil critique d'un nouvel âge (1979)
- Un nouveau contrat social (1980)
- De quel droit? (1980)
- Jacques Grand'Maison : le roc et la source (1980)
- La Révolution affective et l'homme d'ici (1982)
- Tel un coup d'archet (1983)
- Les Tiers (1986)
- Le Drame spirituel des adolescents: Profils sociaux et religieux (1992)
- Vers un nouveau conflit de générations. Profils sociaux et religieux des 20-35 ans (1993)
- Vive la famille! (1993)
- Une génération bouc émissaire. Enquête sur les baby-boomers (1994)
- Le Défi des générations. Enjeux sociaux et religieux du Québec d'aujourd'hui (1995)
- La Part des aînés (1995)
- Au nom de la conscience (1998)
- Quand le jugement fout le camp (1999)
- Les Relations intergénérationnelles au Canada : perspectives multiculturelles et multireligieuses (2000)
- Réenchanter la vie (2002)
- Pourquoi sombrons-nous si souvent dans la démesure? (2002)
- Questions interdites sur le Québec contemporain (2003) (lire en ligne)
- Du jardin secret aux appels de la vie (2004)
- Pour un nouvel humanisme (2007)
- Société laïque et christianisme (2010)
- Ces valeurs dont on parle si peu. Essai sur l'état des mœurs au Québec (2015)

## Honneurs
- 1970 - Prix des Sciences humaines du Québec
- 1982 - Prix Esdras-Minville
- 1987 - Doctorat honoris causa de l'Université de Sherbrooke
- 1990 - Prix de la Fédération des sciences sociales du Canada
- 1998 - Doctorat honoris causa de l'Université de Laval à Québec
- 1996 - Officier de l'Ordre national du Québec[4]
- 1997 - Grand Prix de la Culture des Laurentides